# نغمه آمریکایی
«نغمه آمریکایی» (انگلیسی: American Pastoral) یک کتاب از فیلیپ راث است که توسط هاوتن مفلین هارکورت منتشر شد.